# Dušan Švento
Dušan Švento (Ružomberok, 1 de agosto de 1985) é um futebolista profissional eslovaco que atua como defensor, atualmente defende o Slavia Praga.

## Carreira
Dušan Švento fez parte do elenco da Seleção Eslovaca de Futebol da Eurocopa de 2016.